# Karl Wendlinger

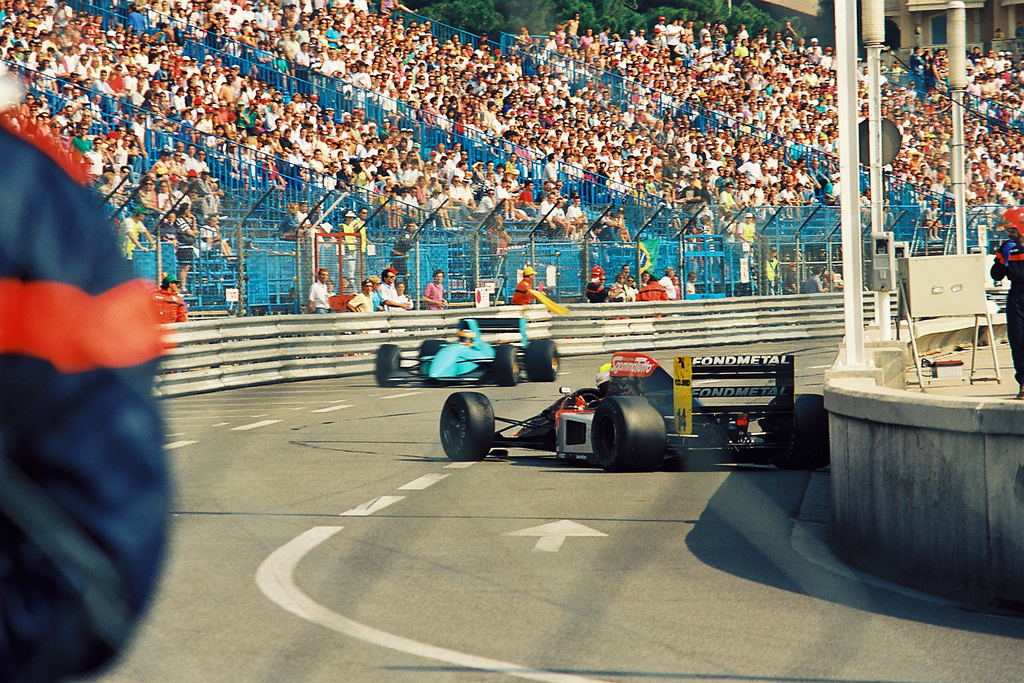
Andrea Chiesa in de slip, daarachter nadert Karl Wendlinger. Monaco, 1992

Karl Wendlinger (Kufstein, 20 december 1968) is een voormalig Oostenrijks Formule 1-coureur.

## Loopbaan
Wendlinger begon zijn autosportcarrière in de sportscars bij Sauber. Hij reed in een team met Michael Schumacher en Heinz-Harald Frentzen. Teambaas Peter Sauber promoveerde al deze drie coureurs naar de Formule 1. Wendlinger was de tweede, na Schumacher, wiens contract Sauber aan Jordan had verkocht. Hij debuteerde in 1993 bij Sauber als teamgenoot van de Finse coureur Jyrki Järvilehto, oftewel JJ Lehto. Hij draaide een goed eerste seizoen en behaalde een aantal punten. Zijn tweede seizoen luidde echter het einde van zijn F1-carrière in. De eerste drie Grand Prix' gingen redelijk, maar tijdens de kwalificatie van de vierde race, in Monaco, kreeg hij een zwaar ongeluk en raakte hij in coma. Hij lag hier lang in en toen hij eenmaal gerevalideerd was, was het seizoen bijna afgelopen. Peter Sauber en zijn team hadden echter veel vertrouwen in hem en lieten hem de eerste races van '95 rijden. Dit ging echter zo slecht, dat hij al snel werd vervangen door de Fransman Jean-Christophe Boullion. Deze wist echter ook niet te presteren, waarna Wendlinger tijdens de laatste races weer mocht rijden. Dit waren zijn laatste races in de Formule 1. Daarna richtte hij zich weer op sportscars en tourwagens. Hij reed ook nog twee seizoenen voor Audi in de DTM, als teamgenoot van de Zweed Mattias Ekström.